# 11481 Znannya
11481 Znannya (1987 WO1) là một tiểu hành tinh vành đai chính được phát hiện ngày 22 tháng 11 năm 1987 bởi E. Bowell ở trạm Anderson Mesa thuộc Đài thiên văn Lowell.